# Mary Kvidal
Mary Synnøve Kvidal (* 4. Juli 1943 in Malvik) ist eine norwegische Politikerin der Arbeiderpartiet (Ap). Sie war von Juni 1988 bis Oktober 1989 die Kirchen- und Unterrichtsministerin ihres Landes. Von 1989 bis 1993 war sie Abgeordnete im Storting.

## Leben
Nach dem Abschluss der Lehrerschule, arbeitete Kvidal ab 1965 als Lehrerin an verschiedenen Schulen. Ab 1976 war sie dabei Teil der Schulleitung, von 1981 bis 1988 war sie Rektorin der Schule in Hommelvik. In dieser Zeit war sie auch in der Schulleiterorganisation Norsk lærerlags skolelederavdeling engagiert, als deren stellvertretende Vorsitzende von 1985 bis 1988 fungierte. Kvidal saß in den Jahren 1967 bis 1971 sowie zwischen 1975 und 1979 im Kommunalparlament der Kommune Malvik. Von 1987 bis 1988 saß sie zudem im Fylkesting des damaligen Fylkes Sør-Trøndelag. Nachdem sie bereits von 1984 bis 1987 die stellvertretende Vorsitzende der Arbeiderpartiet in Sør-Trøndelag war, übernahm sie anschließend bis 1993 den Vorsitz in diesem Fylke.
Am 13. Juni 1988 wurde Kvidal zur Kirchen- und Bildungsministerin in der Regierung Brundtland II ernannt. Sie blieb bis zum Abtritt der Regierung am 16. Oktober 1989 im Amt. Bei der Parlamentswahl 1989 zog Kvidal erstmals ins norwegische Nationalparlament Storting ein. Dabei vertrat sie den Wahlkreis Sør-Trøndelag und sie wurde Sekretärin des Finanzausschusses. Im Jahr 1994 wurde sie Schulschefin der Gemeinde Malvik, was sie mit Unterbrechung bis 2005 blieb.
Unter Minister Jens Stoltenberg wurde sie am 1. Januar 1996 Staatssekretärin im Wirtschafts- und Energieministerium. Sie blieb bis zum 25. Oktober 1996 im Amt. Zum 1. November 1996 wurde sie erneut unter Jens Stoltenberg, dieses Mal jedoch im Finanz- und Zollministerium Staatssekretärin. Ihre Amtszeit endete mit dem Abtritt der Regierung Jagland.